# Список радянських калькуляторів
Список радянських калькуляторів — перелік обчислювальних пристроїв для виконання операцій над числами або алгебраічними формулами, виготовлених апаратно в СРСР та/або за допомогою радянського програмного забезпечення.

## Преамбула
Першим масово виробленим пристроєм для автоматизації обчислень у Росії був арифмометр Однера . Винайдений в 1874, арифмометр серійно вироблявся з 1890 до кінця 1970-х (модель «Фелікс-М»).
У 1950-х роках налагоджено серійне виробництво електромеханічних калькуляторів з електричним приводом — моделі Бистриця, ВММ, ВМП та ін.
У 1964 році розроблений і почав серійно проводитися перший в СРСР повністю електронний настільний калькулятор «Вега».
Перший радянський калькулятор, виконаний з використанням мікросхем — Іскра 111Т.
Програмовані калькулятори почали вироблятися в 1972 році з настільною «Іскра 123».
У 1974 році був випущений перший кишеньковий калькулятор — «Електроніка Б3-04».
Першим масовим радянським інженерним калькулятором стала Електроніка Б3-18.

## Механічні обчислювальні машини
- Арифмометри системи Однера
- Фелікс
- BK-1

## Електромеханічні обчислювальні машини
- BK-2
- BK-3
- ВМП-2
- ВММ-2
- СДВ-107
- Бистриця
- Бистриця-2
- Бистриця-3[1]

## Релейнікалькулятори
- Вільнюс
- В'ятка

## Електроннікалькулятори
- Вега
- Рось
- Rasa
- Орбіта
- ЕДВМ
- Контакт-Н, Клейстер-Н, Спіка

### Серія «Елка» (Болгарія)

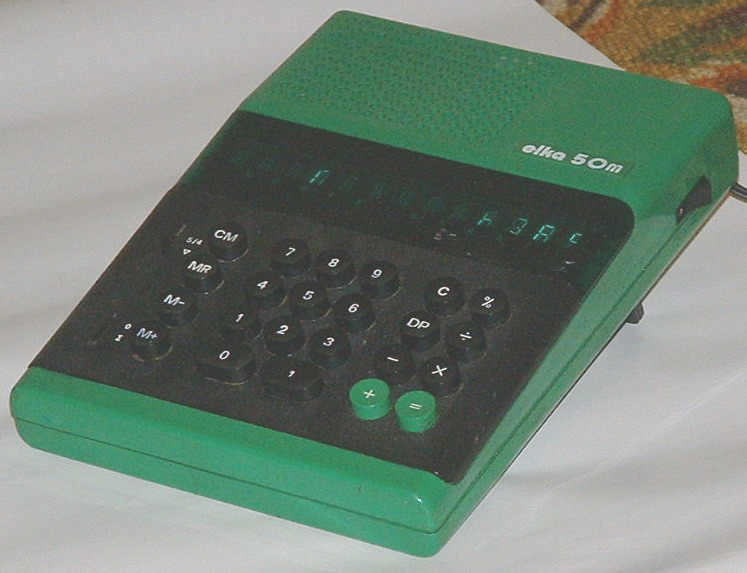
Мікрокалькулятор «Елка»

- Елка 50М
- Елка 55[2]
- Елка 22
- Елка 43
- Соемтрон 220 (GDR)

### Серія «Іскра»

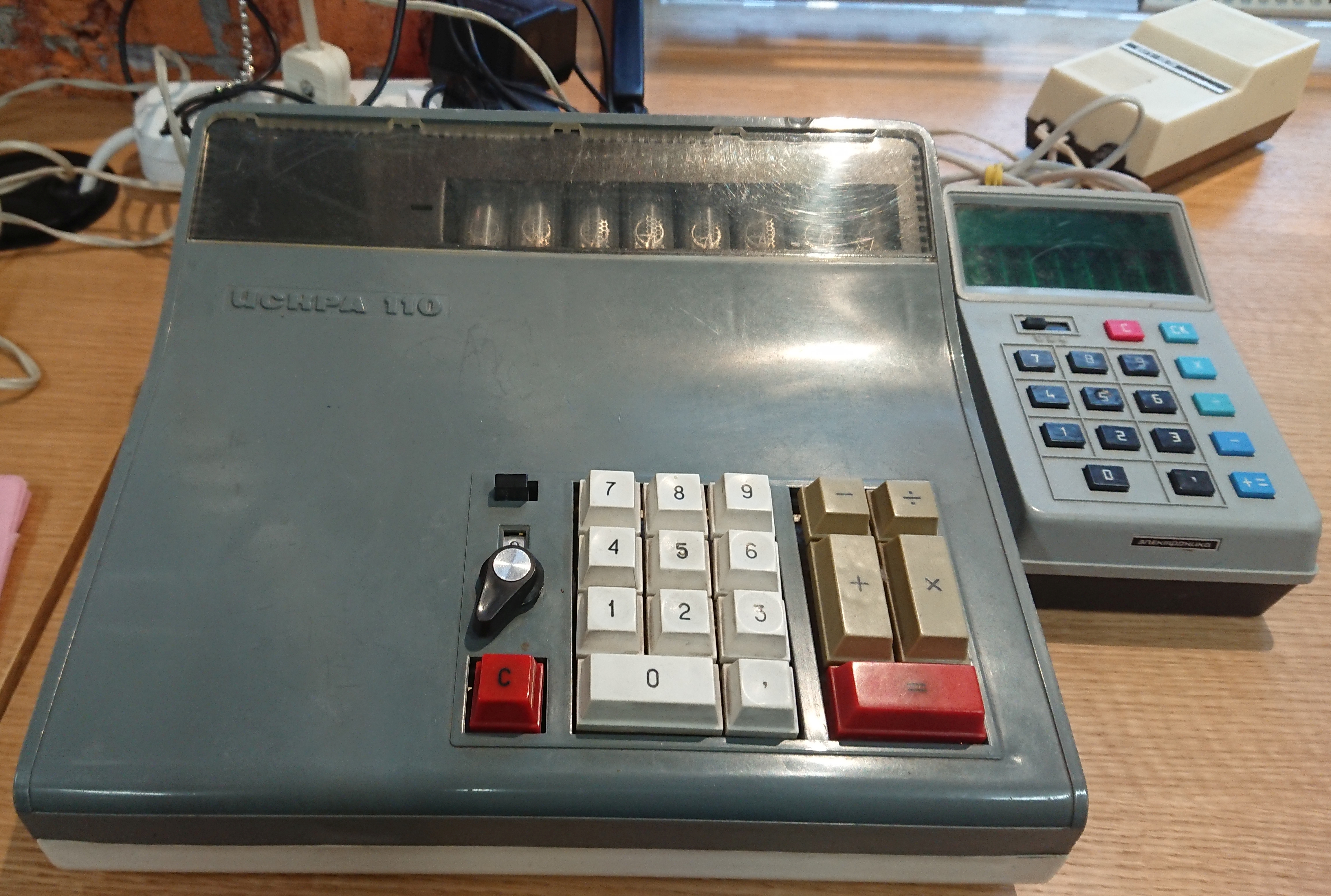
Калькулятор «Іскра-110». 1971 рік. Перший радянський калькулятор, який використовує інтегральні схеми

- «Іскра 11»
- «Іскра 12»
- «Іскра 12M»
- «Іскра 13»
- «Іскра 22»
- «Іскра 108/108Д»
- «Іскра 110»
- «Іскра 111/111І/111M/111T»
- «Іскра 112/112Л»
- «Іскра 114»
- «Іскра 121»
- «Іскра 122/122-1»
- «Іскра 123»
- «Іскра 124»
- «Іскра 125»
- «Іскра 210»
- «Іскра 1103»
- «Іскра 1121»
- «Іскра 1122»
- «Іскра 2210»
- «Іскра 2240/2240М»

### Серія «Електроніка»
Див. також Електроніка (торгова марка).

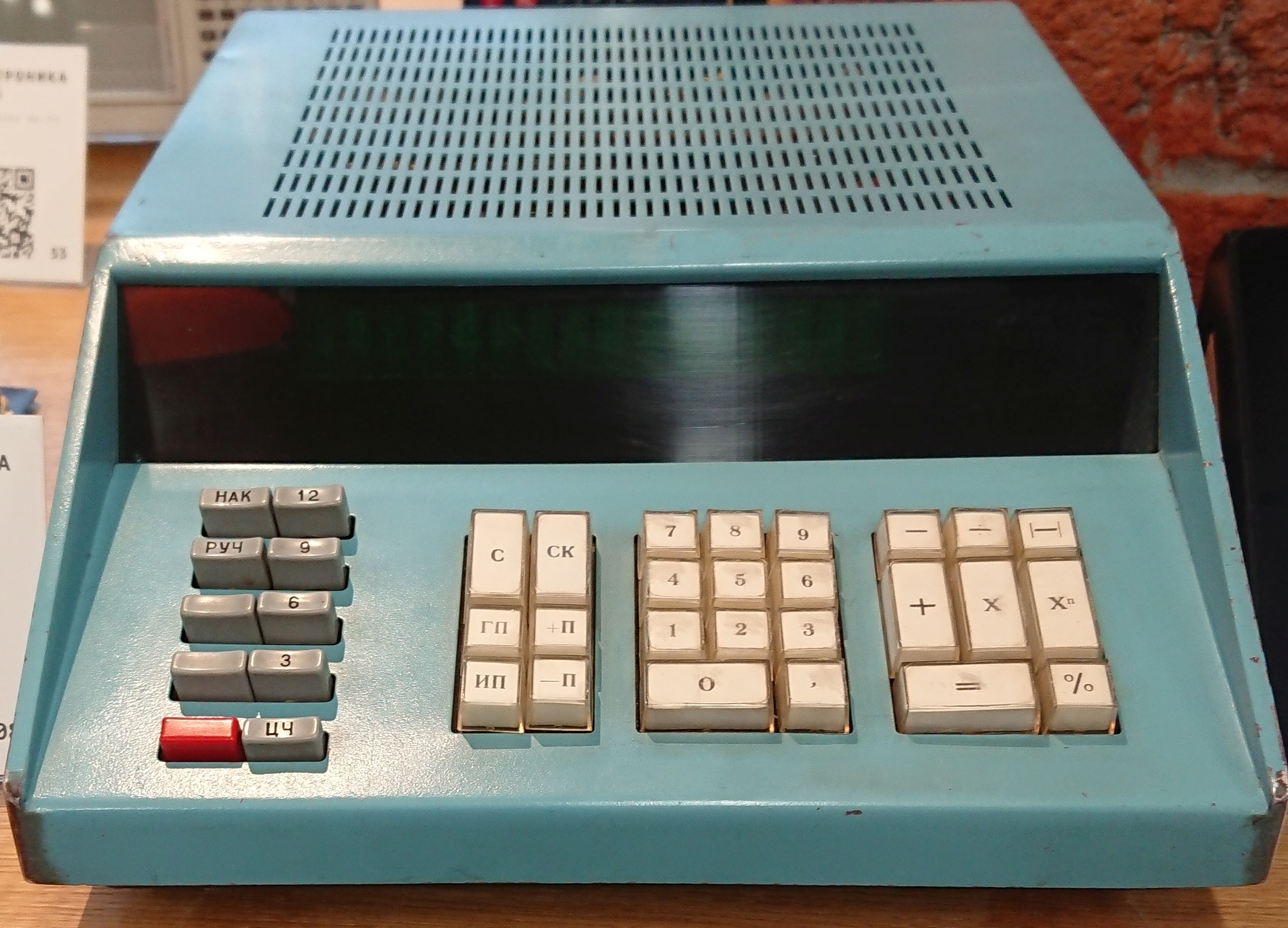
Калькулятор «Електроніка С2»

- «Електроніка-70», «Електроніка Т3-16» — стаціонарні програмовані калькулятори першої половини 70-х років.
- «Електроніка 24-71»
- «Електроніка 68 (ДД)»
- «Електроніка C2»
- «Електроніка 4-71/4-71Б/4-71В»
- «Електроніка 4-73В»
- «Електроніка Епос-73A»
- «Електроніка ЕКВМ Д3»
- «Електроніка ЕКВМ-П»

#### Серія Б3
Б — «побутова техніка».
3 (цифра «три», а не буква «З») — калькулятори (2 — настільний годинник, 5 — блоки живлення, фотоспалахи, 6 — наручний годинник, 7 — настінний годинник, тощо).
- " Електроніка Б3-01 " — стаціонарний
- " Електроніка Б3-02 " — стаціонарний
- " Електроніка Б3-04 " — кишеньковий

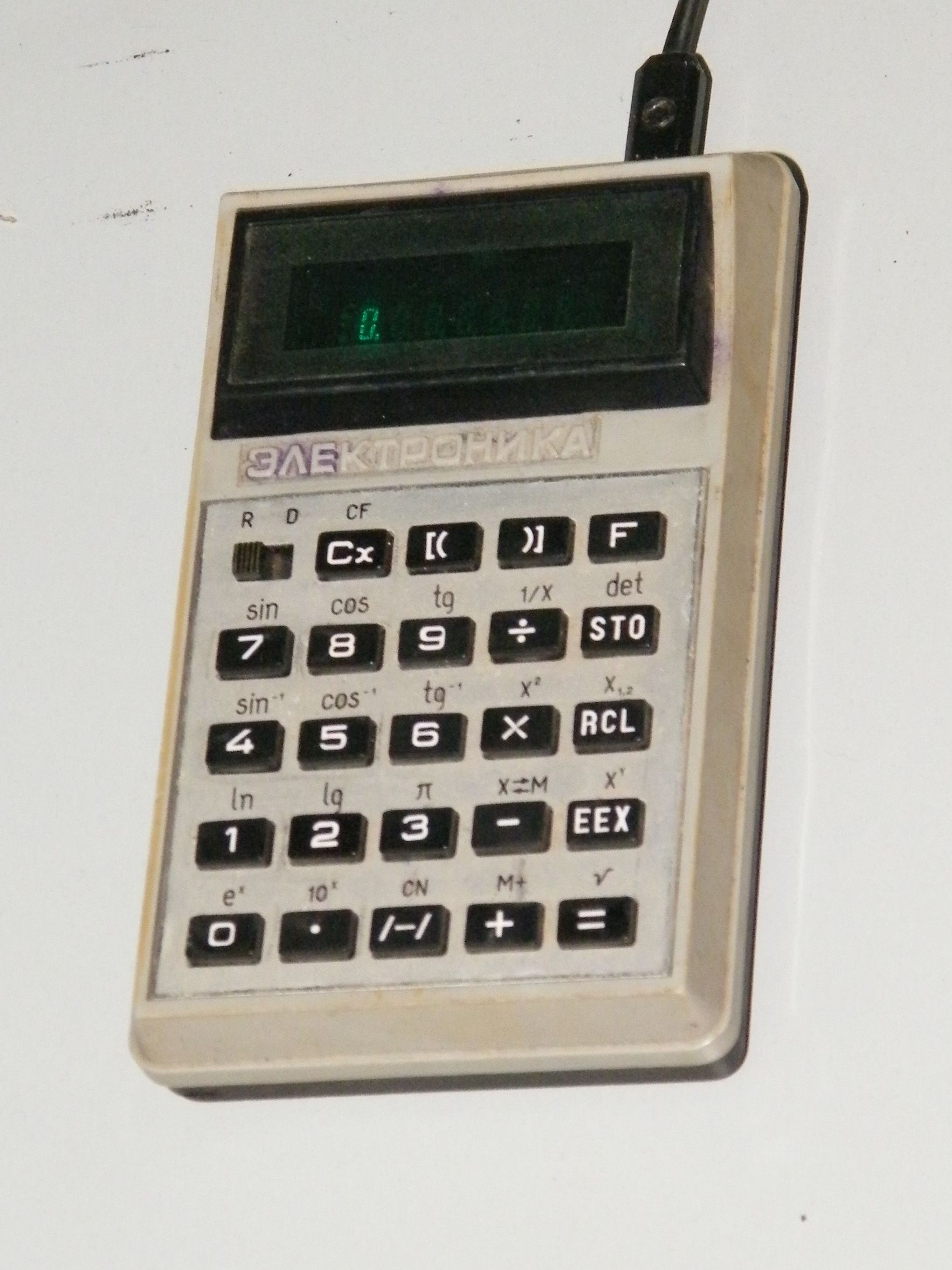
Мікрокалькулятор «Електроніка» Б3-32

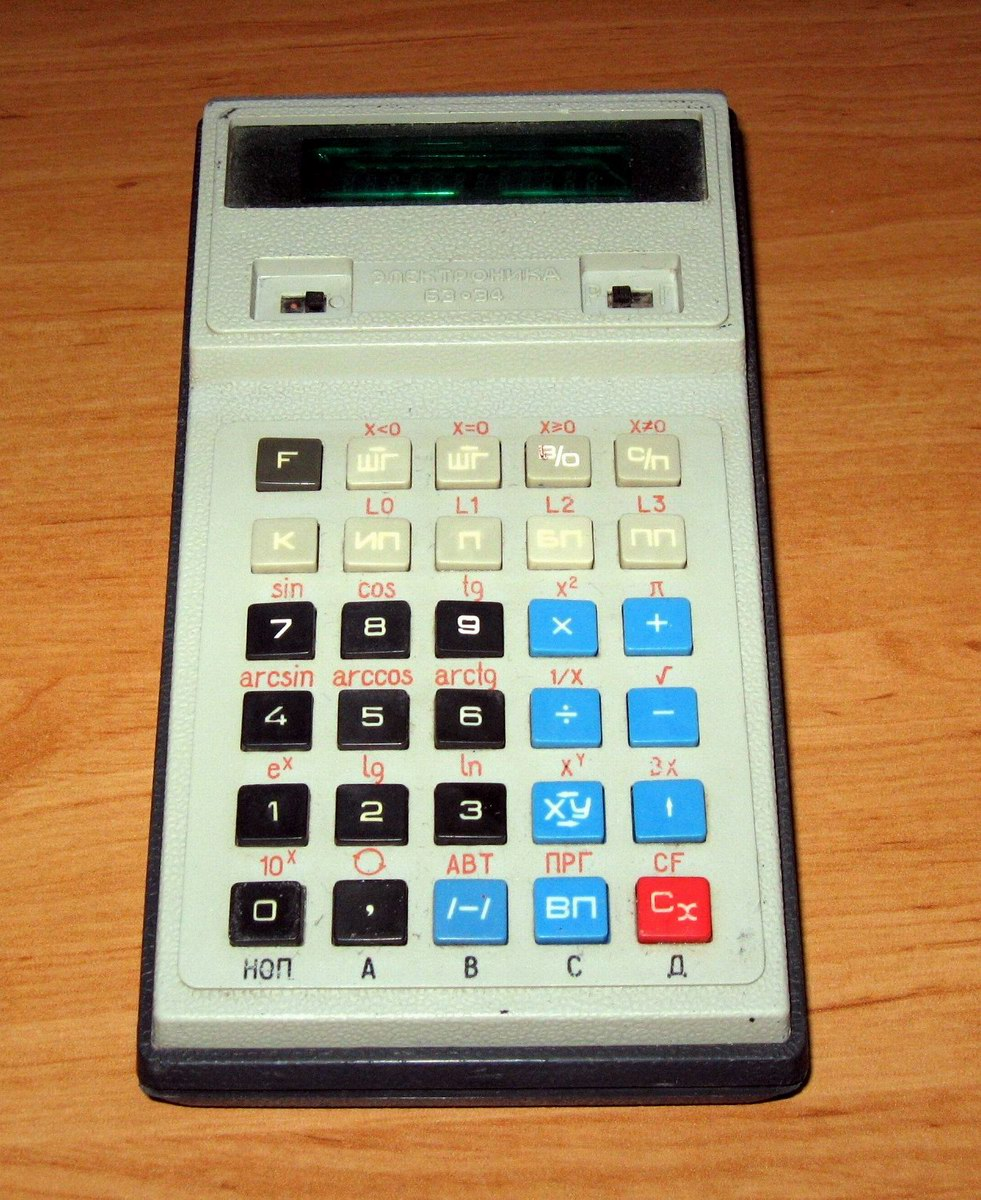
Мікрокалькулятор «Електроніка» Б3-34

- " Електроніка Б3-05/Б3-05M " — стаціонарний
- " Електроніка Б3-08 "
- " Електроніка Б3-09/Б3-09M " — кишеньковий
- " Електроніка Б3-10 " — кишеньковий
- " Електроніка Б3-11 " — стаціонарний
- " Електроніка Б3-14/Б3-14K / Б3-14М " — кишеньковий
- " Електроніка Б3-18/Б3-18A/Б3-18M " — кишеньковий
- " Електроніка Б3-19/Б3-19M " — кишеньковий
- "Електроніка Б3-21 " — кишеньковий, програмований (1977)
- "Електроніка Б3-23/Б3-23A " — кишеньковий
- "Електроніка Б3-24/Б3-24Г " — кишеньковий
- "Електроніка Б3-25/Б3-25А " — кишеньковий
- "Електроніка Б3-26/Б3-26A " — кишеньковий
- "Електроніка Б3-30 " — кишеньковий
- «Електроніка Б3-32» — кишеньковий
- «Електроніка Б3-34» — кишеньковий, програмований (1980)
- «Електроніка Б3-35» — кишеньковий
- «Електроніка Б3-36» — кишеньковий
- «Електроніка Б3-37» — кишеньковий
- «Електроніка Б3-38» — кишеньковий
- «Електроніка Б3-39» — кишеньковий
- «Електроніка Б3-54»

#### Серія C3
C — Ленінградське об'єднання «Світлана»:
- " Електроніка C3-07 " — настільний
- " Електроніка C3-15 "
- " Електроніка C3-22 " — настільний
- " Електроніка C3-27/C3-27A "
- " Електроніка C3-33 "

#### Серія МК

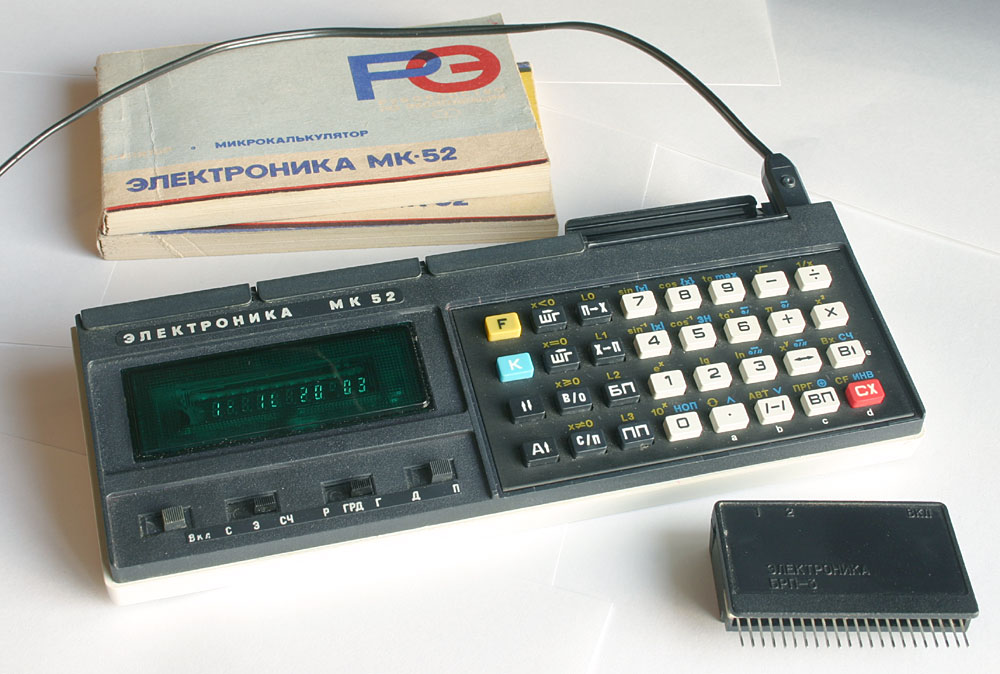
Мікрокалькулятор «Електроніка» МК-52

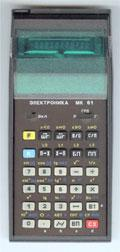
Мікрокалькулятор «Електроніка» МК-61

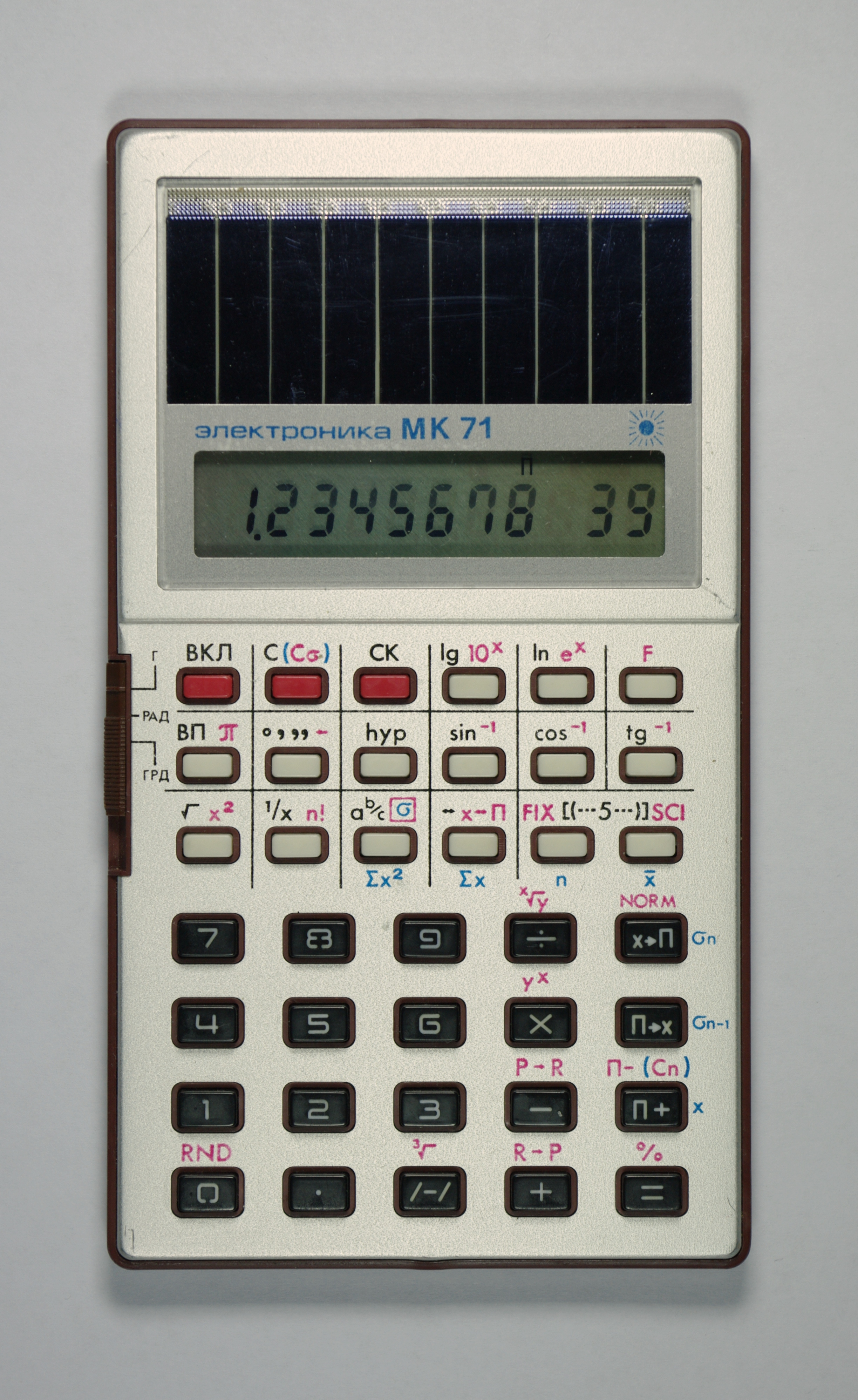
Мікрокалькулятор «Електроніка» МК-71

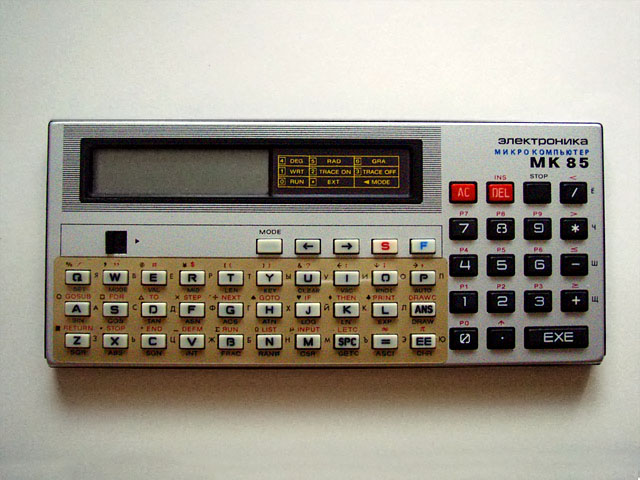
Мікрокалькулятор «Електроніка» МК-85

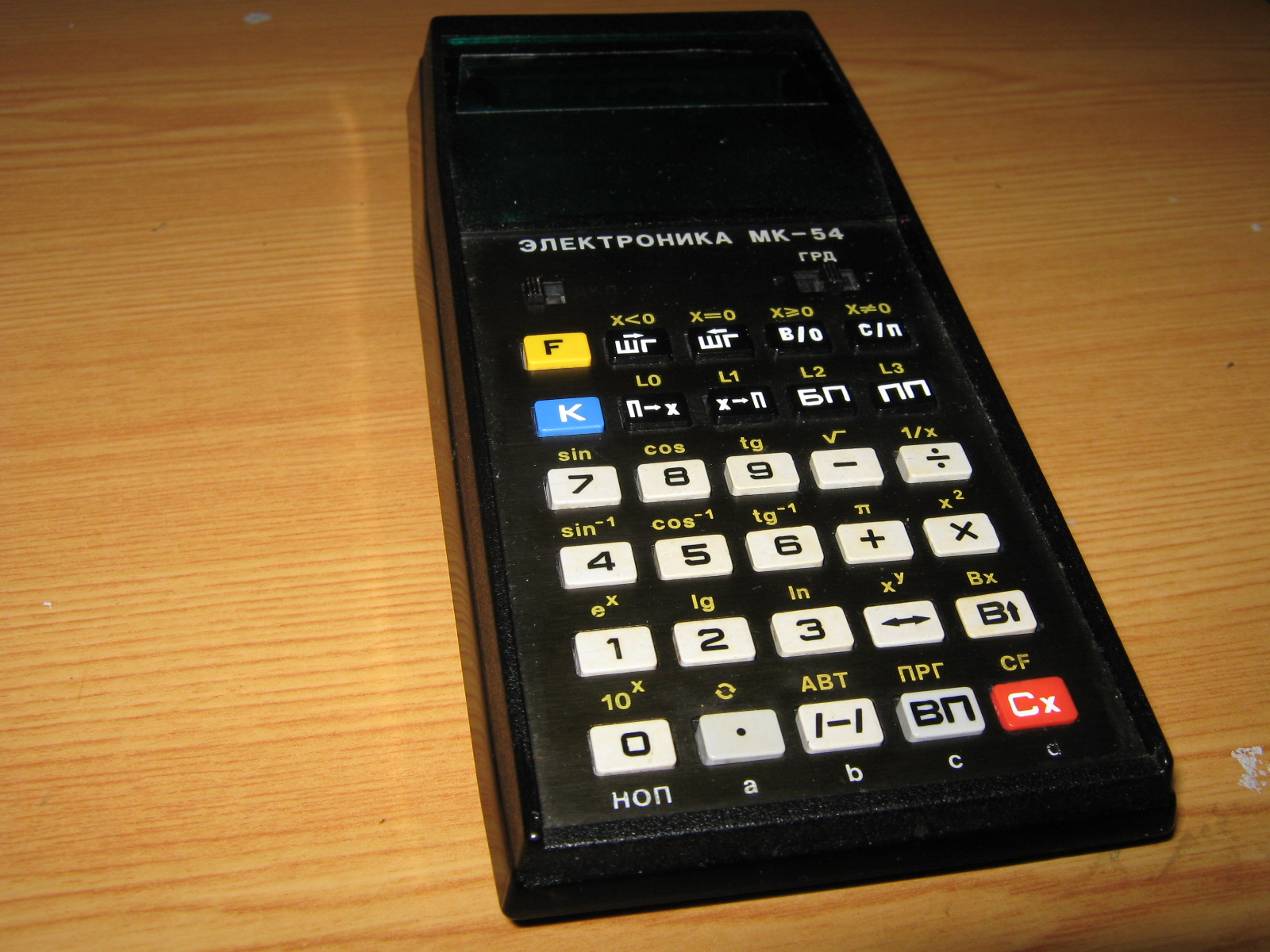
Мікрокалькулятор «Електроніка» МК-54

МК — мікрокалькулятор.
- " Електроніка МК-15 "
- " Електроніка МК-18М "
- " Електроніка МК-22 "
- " Електроніка МК-23/МК-23A "
- " Електроніка МК-33 " (1983)
- " Електроніка МК-35 "
- " Електроніка МК-36 "
- Електроніка МК-37/МК-37A/МК-37B
- " Електроніка МК-38 "
- " Електроніка МК-40 "
- " Електроніка МК-41 "
- " Електроніка МК-42 "
- " Електроніка МК-44 "
- " Електроніка МК-45 "
- " Електроніка МК-46 " — настільний аналог «Б3-21»
- " Електроніка МК-47 "
- " Електроніка МК-51 " — інженерний, на батарейках
- " Електроніка МК-52 " — аналог МК-61, з енергонезалежним ПЗУ для зберігання програм і даних та можливістю підключення БРП (блоку розширення пам'яті) — зовнішнього твердотільного ЗУ з бібліотекою програм (1985)
- " Електроніка МК-53 "
- " Електроніка МК-54 " — функціональний аналог «Б3-34» на безкорпусних мікросхемах та з іншим дизайном

- «Електроніка МК-56» — настільний аналог «МК-54»
- «Електроніка МК-57/МК-57A/МК-57Б/МК-57В»
- «Електроніка МК-59»
- «Електроніка МК-60/МК-60M»
- «Електроніка МК-61» — подальший розвиток МК-54, в тому ж корпусі, програмно сумісний з «предком» (1985)
- «Електроніка МК-62» (1987)
- «Електроніка МК-64» — настільний аналог «Б3-21» з модулем АЦП і можливістю керувати нескладними виробничими процесами
- «Електроніка МК-66» (1992)
- «Електроніка МК-68/МК-68A»
- «Електроніка МК-69» (1993)
- «Електроніка МК-71» — інженерний, на сонячних елементах (1984)
- «Електроніка МК-77»
- «Електроніка МК-85/МК-85M/МК-85С» (1986)
- «Електроніка МК-87» — електронний мікрокалькулятор і записник
- «Електроніка МК-90» — портативний мікрокомп'ютер на 16-бітному мікропроцесорі (сумісному з DEC PDP-11), з інтерпретатором Бейсика і графічному РКІ 120×64 (1988)
- «Електроніка МК-91» (1992)
- «Електроніка МК-92» — 4-х кольоровий плоттер, призначений для спільної роботи з «МК-90» (1992)
- «Електроніка МК-93» (1991)
- «Електроніка МК-94/МК-94A» (1991)
- «Електроніка МК-95» є наступною модифікацією «Електроніка МК-85»
- «Електроніка МК-98» — портативний мікрокомп'ютер на 8086-сумісному процесорі (1998)
- «Електроніка МК-103»
- «Електроніка МК-104» (1993)
- «Електроніка МК-106»
- «Електроніка МК-107»
- «Електроніка MC 1103» — аналог МК-64
- «Електроніка MC 1104»
- «Електроніка МКШ-2/МКШ-2M» — шкільний, аналог Б3-32, з живленням від мережі 42 В
- «Електроніка МКУ-1»
- «Електроніка ППВ» — настільна версія «МК-35» (підставка для перекидного календаря)

### Дитячі калькулятори
- «Малюк»
- «Дитяча каса»